# .localhost
.localhost域名是由互联网工程任务组（IETF）在RFC 2606 （1999年6月）文件中规定在互联网域名系统（DNS）中所被保留的不被安装为顶级域的域名标签。 

## 保留DNS名称
互联网工程任务组于1999年保留了 localhost、example、invalid和test四个域名标签，以免被安装入域名系统中的根区（root zone）。
之所以要保留这些顶级域是为了减少发生冲突和混淆的可能性。这限制了这些名称只能用于文档或本地测试场景之中。

## 常规用法
localhost在大多数TCP/IP系统中常被定义为环回接口，对于IPv4中解析到IP地址127.0.0.1 ，IPv6中则是::1 。作为一个顶级域，此名称习惯上用于主机的DNS实现与地址记录（A和AAAA），并指向相同的环回地址。其他的任何使用都与依赖于该协定的广泛部署的算法相冲突。